# Ryder Skye
Ryder Skye (Los Ángeles, California; 13 de octubre de 1983) es una actriz pornográfica y modelo estadounidense.

## Biografía
Skye es de ascendencia caucásica y asiática. Fue estríper en Cheetah's antes de empezar en el cine para adultos. Su film de debut se tituló comienzo en vídeo para adultos Unexpected.
Reconoce ser fan de las bandas de heavy metal, como L.A. Guns, W.A.S.P., White Lion y Black Line apareció en el cumpleaños de Skye en la Universal City Walk. Ella también suele ser una frecuente coanfitriona de una personalidad adulta, Tony Batman's A! Entertainment.
Skye estudia para obtener un título en las relaciones entre la mujer con hombres de menor edad y su relación con la sexualidad humana. Como feminista, se identifica a sí misma como sexo-positiva mediante el apoyo a la pornografía como una fuente de poder para las mujeres y contra el feminismo anti-pornográfico. Quiere convertirse en consejera matrimonial y terapeuta sexual después de su carrera en la industria, en el pasado también se dedicó al teatro.
Es conocida en la industria para adultos por su aparición en producciones de Wicked Pictures y Sex Z Pictures. También tiene un juguete de su próximo modelo de Topco, una empresa de juguetes de adultos y expresó su interés en la producción de escenas fetiche con el galardonado director David Stanley.
Skye también ha aparecido en la película de 2008 Sex and the City. En la que apareció con la también actriz porno Roxy DeVille y el actor Gilles Marini.

## Premios
- 2009 Nominada Premio AVN - Mejor Trío Lésbico – Babes Illustrated 17[8]
- 2009 Nominada Premio AVN – The Jenna Jameson Crossover Star of the Year[8]
- 2009 Nominada Premio AVN – Best New Starlet[8]
- 2009 Nominada XBIZ Award – New Starlet of the Year[9]